# Siempre así
Siempre así es un grupo de música natural de Sevilla, cuenta con más de treinta años de historia. Alrededor de un millón de discos vendidos y más de mil conciertos entre España y Latinoamérica.

## Historia
El grupo Siempre así nació por la amistad que surgió entre un grupo de jóvenes, que formaba parte del coro de la hermandad del Rocío de Triana. El nombre del grupo surgió con la intención de que pasara lo que pasara el grupo siempre se mantuviera unido.
En 2023 recibió la Medalla de Andalucía.
A lo largo de su trayectoria, han cantado para personajes como la Duquesa de Alba en su última boda con Alfonso Díez en Sevilla o para la infanta Cristina en su fiesta de despedida de soltera, en Barcelona.

## Grupo
Siempre así es un grupo de música nacido en Sevilla en el año 1991.
Componentes:
- Paola Prieto Arenas. Las relaciones públicas del grupo. Diplomada en Turismo.
- Sandra Barón Esquivias. Licenciada en Psicología.
- Matilde Carnerero Nieto. De Castilleja de la Cuesta.
- Mayte Parejo Fito. Licenciada en Turismo. Casada con Nacho Sabater.
- Nacho Sabater Wasaldúa. Gran aficionado a la tauromaquia y al mundo cofrade. Casado con Mayte Parejo.
- Ángel Rivas Prieto. Poseía un estudio propio de diseño de moda.
- Rafael Almarcha Pardo  (Rafa Almarcha) es el líder de la formación y, además de cantante y guitarrista, es compositor y productor de grandes artistas como José Manuel Soto, Arturo Pareja Obregón, Falete, Alejandro Vega o Gemeliers entre otros y ha trabajado como director musical en los programas de Jesús Quintero y "Los Morancos". Cabe destacar, también como productor musical junto a César Cadaval, la grabación del Himno del Centenario del Sevilla Fútbol Club, compuesto e interpretado por El Arrebato. Llegó a sacar un disco en solitario titulado "Números Antiguos".

En 2004, dos excomponentes, Manolo Sánchez (Murfi) y Roberto Alés Obradors, tuvieron que abandonar el grupo por no poder compaginarlo con sus profesiones. 
En 2015 Rocío García Muñiz decide dejar de formar parte del grupo para dedicarse a su familia.
Siempre Así ha participado en diferentes eventos, entre los que cabe destacar la inauguración del Campeonato Mundial de Atletismo de 1999 celebrado en Sevilla, donde interpretaron el Himno Oficial del mismo y la canción "El aire de Sevilla";  así como en los actos de celebración en Madrid del Campeonato Mundial de Fútbol de Sudáfrica, donde interpretaron junto a José Manuel Soto el himno de la afición de la selección española.
El 28 de enero de 2008 recibieron en Madrid, en la sede de la Conferencia Episcopal Española el Premio ¡Bravo! de Música 2007 por su disco: “La Misa de la Alegría", que cantaron en la Basílica de San Pedro en el Vaticano el 9 de julio de 2022. Cantaron en la preboda de S.A.R. la Infanta Cristina, así como en la boda de la Duquesa de Alba con don Alfonso Díez. 
En 2019 tienen una gira por España con dos formatos paralelos, un formato con su banda habitual al que han titulado "La Fiesta de Siempre Así" y otro acompañados por Orquesta Sinfónica y arreglado por el prestigioso músico inglés John Durant al que han titulado "Siempre Así Sinfónico" y que estrenaron en abril de 2019 en el Teatro de la Maestranza de Sevilla.
Entre sus éxitos, destacan la canción que lleva el nombre del grupo, «Siempre así», «Si los hombres han llegado hasta la luna», o la versión española que hicieron de la famosa canción «My Way», «A mi manera". En la mayoría de sus canciones, cantan de forma coral, todos los miembros, pero algunos de sus temas son interpretados individualmente a modo solista. 
- 'Se me va' - Canta Sandra Barón Esquivias.
- 'Para volver a volver' - Canta Mati Carnerero.
- 'Llueve en Sevilla' - Cantan Mayte Parejo y Rafa Almarcha.
- "Siempre pa lante" Canta Nacho Sabater
- "Esta tarde vi llover" Cantan Sandra Barón y Rafa Almarcha
- "Tú eres así" Cantan Mayte Parejo y Paola Prieto
- "Esa mujer" Canta Nacho Sabater
- "Todo lo que ha llovido" Canta Rafa Almarcha
- "Mariposas con alas blancas" Canta Mati Carnerero.
- "El viento" Cantan Mayte Parejo y Rafa Almarcha.
- 'Fueron tantas las noches' - Canta Mati Carnerero.
- 'Tú serás mi amanecer' - Canta Rocío García Muñiz.
- "Sin las cosas que nos unen" Cantan Mayte Parejo y Rafa Almarcha.
- 'Y hubo alguien' - Canta Mati Carnerero.
- 'Venecia sin ti' - Canta Rocío García Muñiz.
- 'Lo voy a dividir' - Canta Mati Carnerero.
- 'Está la puerta abierta' - Cantan Rocío García Muñiz y Manuel Sánchez 'Murfi' (al irse del grupo, le sustituye Rafa Almarcha).
- 'No te marches ahora' - Canta Mati Carnerero.

## Colaboraciones
'Vida' con Lucrecia.
'Mi piel contra su piel' y "Por ella" con José Manuel Soto. 
"Limosna de amores", "Otro año tú y yo'", "Me vuelves loco" y "Si el niño hubiera nacido..." con Alejandro Vega. 
"Se me va" con Bambino.
"Triana" con Arturo Pareja Obregón
"Quiere" con César Cadaval y Juan Rafael Pérez
"Tu fe" con Jesús Quintero
"Oración de la mesa" con Carlos Mejía Godoy
"Caridá" con Yanela Brooks
La cantante Vanesa Martín compuso para ellos 2 canciones: 'No estando contigo' y 'Tu realidad' haciendo un dueto con ellos en la primera en su disco "20 años Siempre Asi".
A su vez Siempre así ha colaborado en grabaciones con Miliki, María Dolores Pradera, Carlos Mejía Godoy
Tienen 16 discos en el mercado, alrededor de millón de copias vendidas a lo largo de su carrera y cientos de conciertos por toda España y Latinoamérica.
Actualmente se encuentran presentando el Tour "Siempre 30 Así".

## Discografía
- Siempre así, 1992
- Mahareta, 1994
- Cantando que es gerundio, 1997
- Diez y cuarto, 1998
- Todo vale, 2000
- Diez años juntos, 2001
- Nuevas canciones para padres novatos, 2003
- Km 8, 2004
- Vamo a escuchá grandes éxitos, 2006.
- La misa de la alegría, 2006.
- El amor es otra cosa, 2009.
- El sentido de la navidad, 2011.
- Corazón, 2015
- Esencial 2019
- Siempre Así Sinfónico 2019